# Calyptrochaeta brownii
Calyptrochaeta brownii är en bladmossart som beskrevs av Harley Harris Bartlett 1985. Calyptrochaeta brownii ingår i släktet Calyptrochaeta och familjen Hookeriaceae. Inga underarter finns listade i Catalogue of Life.